# Godovič
Godovič – wieś w Słowenii, w gminie Idrija. W 2018 roku liczyła 725 mieszkańców.